# Michał Eperyaszy
Michał Eperyaszy (Eperyeszy) herbu własnego (ur. ok. 1670, zm. 1747) – starosta szyrwincki i mejszagolski. Od 1710 strażnik polny litewski. Początkowo stronnik Augusta II Sasa na Żmudzi, od ok. 1714 w opozycji wobec Sasów, na żołdzie szwedzkim, marszałek  Trybunału Głównego Wielkiego Księstwa Litewskiego (1731).
Jako poseł powiatu kowieńskiego był uczestnikiem Walnej Rady Warszawskiej 1710 roku. Jako poseł na sejm konwokacyjny 1733 roku z powiatu wiłkomierskiego był członkiem konfederacji generalnej zawiązanej 27 kwietnia 1733 roku na tym sejmie.